# 潮紗理菜
潮 紗理菜（うしお さりな、1997年〈平成9年〉12月26日 - ）は、日本のタレント・ラジオパーソナリティ。元アイドルで、女性アイドルグループ日向坂46の元メンバーである。長崎県生まれ、神奈川県出身。セント・フォース所属。

## 略歴
1997年（平成9年）12月26日、長崎県で生まれる。幼稚園から小学校3年生までの間はインドネシアで生活していた。
2016年（平成28年）5月8日、「けやき坂46 メンバーオーディション」に合格し、同月11日にSHOWROOMの配信でお披露目された。
2017年（平成29年）10月20日より放送のドラマ『Re:Mind』（テレビ東京）で、ドラマ初主演を務めた。
2019年（平成31年）2月11日、自身の所属するグループが、けやき坂46から日向坂46に改称された。
2022年（令和4年）5月14日より公演された舞台『フラガール - dance for smile -』で自身初の単独主演を果たす。6月1日に発売となった日向坂46の7thシングル『僕なんか』の収録曲「真夜中の懺悔大会」で、自身初のセンターポジションを担当した。同年9月8日、左肩の痛みで1か月程度の安静が必要と診断されたことから、当面治療に専念することが発表され、9月10日から11月13日にかけて開催された全国ツアー『Happy Smile Tour 2022』の愛知・兵庫・神奈川公演を欠席する。同年10月26日、グループの公式YouTubeチャンネルから生配信された『生ひなリハ』に出演し活動を再開した。

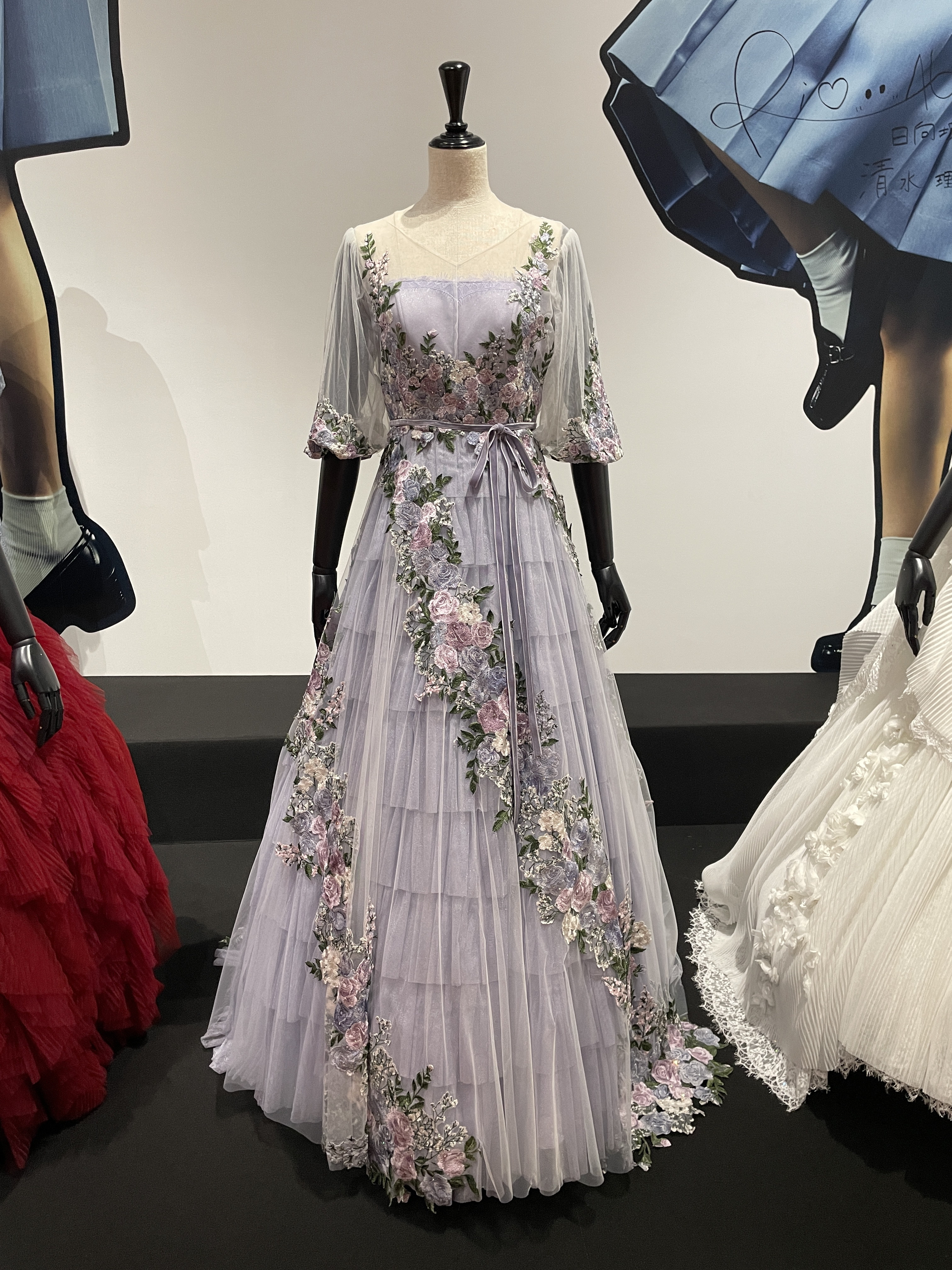
六本木ミュージアムの日向坂46展「WE R!」で展示された卒業セレモニーで着用した衣装（2024年5月13日撮影）

2023年（令和5年）4月4日から、自身初の冠番組である『日向坂46潮紗理菜のサリマカシーラジオ』（InterFM897）の放送が始まる。同年9月14日、2ndアルバムでの活動をもって日向坂46から卒業することを発表した。同年12月9日、Kアリーナ横浜にて開催された日向坂46の全国ツアー『Happy Train Tour 2023』（横浜追加公演）で卒業セレモニーを実施。同年12月31日、日向坂46としての活動を終了した。
2024年（令和6年）8月8日、芸能事務所「セント・フォース」への所属を発表。

## 人物
愛称は、なっちょ、サリマカシー。3人兄弟の長女で弟、妹がいる。
優しく穏やかな性格で、日向坂46のメンバーが落ち込んでいる時にはすぐに駆けつけるといい、自身のその性格から「日向坂46の聖母」とも呼ばれている。また、グループ内での自身の役割を「メンバーとファンの架け橋」であると発言している。さらに同グループ2期生の小坂菜緒は、『ひらがな全国ツアー2017』をグループ加入前に鑑賞した際に、ファンに対してキラキラとした笑顔を見せる潮の姿に惹かれたと語っており、潮を「アイドルの鑑」であると評している。
自身が幼少期に過ごしたインドネシアに関する情報を度々発信している。インドネシアの民族楽器であるガムランボールについては特に頻繁に登場しており、それは自身の冠番組『日向坂46潮紗理菜のサリマカシーラジオ』内のコーナーになる程である。また、自身の愛称であるサリマカシーは、インドネシア語で「ありがとう」を意味する「トゥリマカシー（Terima kasih）」と自身の名前を掛けた造語で、自身のファンが付けたものである。
日向坂46の冠番組『日向坂で会いましょう』（テレビ東京）のナレーションを務める阿座上洋平からは「『可愛い』だけでなく『癒される』声」、ラジオ界の重鎮である吉田照美からは「声が一番好き」と評されるなど、声に関してのプロからの評判が良い。

### 交友関係
櫻坂46の元メンバーである尾関梨香とは中学の同級生で、クラスメイトであった。また、櫻坂46の小池美波と仲が良く、「うすしおポテチ」という非公式コンビを結成している。小池がレギュラー出演していた『ザ・ヒットスタジオ（火）』（MBSラジオ）に代打で出演したこともある。
シンガーソングライターの井上苑子とは3歳の時から友人関係にあることを明かしている。
舞台『フラガール-dance for smile-』で共演した矢島舞美について、自身が出会った中で「1番優しいお姉さん」であるとし、矢島の優しさに度々救われてきたという。

### 趣味・嗜好・特技
好きな食べ物として、金柑と野菜と和食全般を挙げている。
好きな数字は「8」であるといい、度々そのことについて言及している。オーディション最終審査の番号、オーディション最終審査の日、高校3年間の出席番号がいずれも「8」であり、「8」を見るとテンションが上がると述べている。2023年8月8日に放送された自身の冠番組『日向坂46潮紗理菜のサリマカシーラジオ』は、放送日に数字の8が並んだため、「夏の8祭り1時間SP」と題された特番が放送されている。
特技として短縄跳び、鉄棒、早口言葉を挙げている。

### けやき坂46・日向坂46
ペンライトカラーは     イエロー ×     パープル。
キャッチコピーは「トゥリマカシー トゥリマカシー サリマカシー!! 全く眠れなそうな子守唄歌えます!! 潮紗理菜です」。同グループ一期生の加藤史帆が考案した「めっちゃマッチョなっちょ!! 潮紗理菜です!!」というキャッチコピーもある。
坂道グループが好きであったことから、自身をよく知る親友から『けやき坂46 メンバーオーディション』への応募を勧められ、同オーディションに応募したところ、合格した。
同グループ二期生の小坂菜緒から推しメンとして挙げられている。
グループ内でいくつかのユニットに所属している。「沈黙した恋人よ」「ハロウィンのカボチャが割れた」「ママのドレス」を歌唱する一期生の加藤史帆、齊藤京子、佐々木久美、高本彩花とのユニットは「りまちゃんちっく」と呼ばれている。二期生の金村美玖とは「代官山姉妹」というコンビ名がある。その他、一期生の佐々木美玲とは、ポジションがシンメトリに配置されることが多かったため、「永遠のシンメ」と呼び合っており、二期生の濱岸ひよりとは、互いに「バディ」と呼び合っている。

## 作品

### シングル
けやき坂46
- ひらがなけやき（2016年8月10日、SRCL-9153）- EAN 4988009130866。
- 誰よりも高く跳べ！（2016年11月30日、SRCL-9269/70）- EAN 4547366279382。
- W-KEYAKIZAKAの詩（2017年4月5日、SRCL-9394/402）- EAN 4547366301281。
- 僕たちは付き合っている（2017年4月5日、SRCL-9400/1）- EAN 4547366301281。
- それでも歩いてる（2017年10月25日、SRCL-9583/4）- EAN 4547366331646。
- NO WAR in the future（2017年10月25日、SRCL-9583/4）- EAN 4547366331646。
- イマニミテイロ（2018年3月7日、SRCL-9738/9）- EAN 4547366350272。
- ハッピーオーラ（2018年8月15日、SRCL-9924/5）- EAN 4547366371086。
- 君に話しておきたいこと（2019年2月27日、SRCL-9985/6）- EAN 4547366383324。
- 抱きしめてやる（2019年2月27日、SRCL-9985/6）- EAN 4547366383324。

日向坂46
- キュン（2019年3月27日、SRCL-11121/7）- EAN 4547366399219。
- JOYFUL LOVE（2019年3月27日、SRCL-11121/7）- EAN 4547366399219。
- 耳に落ちる涙（2019年3月27日、SRCL-11121/2）- EAN 4547366399219。
- ときめき草（2019年3月27日、SRCL-11125/6）- EAN 4547366399233。
- ドレミソラシド（2019年7月17日、SRCL-11220/6）- EAN 4547366412871。
- キツネ（2019年7月17日、SRCL-11220/6）- EAN 4547366412871。
- My god（2019年7月17日、SRCL-11220/1）- EAN 4547366412871。
- こんなに好きになっちゃっていいの？（2019年10月2日、SRCL-11310/6）- EAN 4547366422436。
- ホントの時間（2019年10月2日、SRCL-11310/6）- EAN 4547366422436。
- ママのドレス（2019年10月2日、SRCL-11314/5）- EAN 4547366422450。
- 川は流れる（2019年10月2日、SRCL-11316）- EAN 4547366422467。
- ソンナコトナイヨ（2020年2月19日、SRCL-11450/6）- EAN 4547366442526。
- 青春の馬（2020年2月19日、SRCL-11450/6）- EAN 4547366442526。
- 好きということは…（2020年2月19日、SRCL-11450/1）- EAN 4547366442526。
- 君しか勝たん（2021年5月26日、SRCL-11794/802）- EAN 4547366504392。
- 声の足跡（2021年5月26日、SRCL-11794/802）- EAN 4547366504392。
- どうする？どうする？どうする？（2021年5月26日、SRCL-11798/9）- EAN 4547366504415。
- 膨大な夢に押し潰されて（2021年5月26日、SRCL-11802）- EAN 4547366504439。
- ってか（2021年10月27日、SRCL-11941/9）- EAN 4547366527520。
- 何度でも何度でも（2021年10月27日、SRCL-11941/9）- EAN 4547366527520。
- 思いがけないダブルレインボー（2021年10月27日、SRCL-11941/2）- EAN 4547366527520。
- アディショナルタイム（2021年10月27日、SRCL-11949）- EAN 4547366527568。
- 僕なんか（2022年6月1日、SRCL-12140/8）- EAN 4547366557145。
- 飛行機雲ができる理由（2022年6月1日、SRCL-12140/8）- EAN 4547366557145。
- 真夜中の懺悔大会（2022年6月1日、SRCL-12144/5）- EAN 4547366557183。
- 知らないうちに愛されていた（2022年6月1日、SRCL-12148）- EAN 4547366557176。
- 月と星が踊るMidnight（2022年10月26日、SRCL-12320/8）- EAN 4547366583045。
- HEY!OHISAMA!（2022年10月26日、SRCL-12320/8）- EAN 4547366583045。
- 一生一度の夏（2022年10月26日、SRCL-12328）- EAN 4547366583076。
- One choice（2023年4月19日、SRCL-12490/8）- EAN 4547366612684。
- 恋は逃げ足が早い（2023年4月19日、SRCL-12490/8）- EAN 4547366612684。
- 愛はこっちのものだ（2023年4月19日、SRCL-12490/1）- EAN 4547366612684。
- 友よ 一番星だ（2023年4月19日、SRCL-12498）- EAN 4547366612714。
- Am I ready?（2023年7月26日、SRCL-12610/8）- EAN 4547366625868。
- 接触と感情（2023年7月26日、SRCL-12610/1）- EAN 4547366625868。
- 骨組みだらけの夏休み（2023年7月26日、SRCL-12612/3）- EAN 4547366625875。
- ガラス窓が汚れてる（2023年7月26日、SRCL-12618）- EAN 4547366625899。

### アルバム
欅坂46
- 真っ白なものは汚したくなる（2017年7月19日、SRCL-9482/8）- EAN 4547366318470。

けやき坂46
- 走り出す瞬間（2018年6月20日、SRCL-9825/9）- EAN 4547366358575。

日向坂46
- ひなたざか（2020年9月23日、SRCL-11580/4）- EAN 4547366470109。
- 脈打つ感情（2023年11月8日、SRCL‐12720/6）‐ EAN 4547366647020。

### 映像作品
- けやき坂46（2016年11月30日）- EAN 4547366279399。
- 潮紗理菜・加藤史帆・佐々木久美（2017年4月5日）- EAN 4547366301274。
- グループ発展祈願の旅 〜千葉編〜（2017年10月25日）- EAN 4547366331660。
- けやき坂46 1期生特典映像（2018年3月7日）- EAN 4547366350289。
- ひらがな武道館 〜Day3 Special Selection〜（2018年6月20日）- EAN 4547366358575。
- ひらがな全国ツアー2017 Live&Documentary（2018年6月20日）- EAN 4547366358582。
- KEYABINGO!3（2018年6月29日）- EAN 4988021715874、EAN 4988021146951。
- Re:Mind（2018年7月4日）- EAN 4517331041733、EAN 45173310417261。
- 上村莉奈×潮紗理菜 自撮りTV（2018年8月15日）- EAN 4547366371086。
- KEYABINGO!4 ひらがなけやきって何?（2018年11月9日）- EAN 4988021716512、EAN 4988021147545。
- けやき坂46ストーリー 〜ひなたのほうへ〜（2019年3月27日）- EAN 4547366399226。
- はじめて魚釣りビンゴをしてみた（2019年7月17日）- EAN 4547366412888。
- ひなたの休日（2019年10月2日）- EAN 4547366422443。
- HINABINGO!（2019年11月22日）- EAN 4988021717656、EAN 4988021148740。
- 日向坂46 大富豪No.1決定戦（2020年2月19日）- EAN 4547366442526、EAN 4547366442533、EAN 4547366442540。
- HINABINGO!2（2020年4月3日）- EAN 4988021718011、EAN 4988021140089。
- DASADA（2020年5月22日）- EAN 4988021718073、EAN 4988021140157。
- 日向坂46デビューカウントダウンライブ!! in 横浜アリーナ 〜けやき坂46 LAST LIVE〜（2020年9月23日）- EAN 4547366470109。
- 日向坂46デビューカウントダウンライブ!! in 横浜アリーナ 〜日向坂46 FIRST LIVE〜（2020年9月23日）- EAN 4547366470116。
- 3年目のデビュー（2021年1月20日）- EAN 4517331070719、EAN 4517331070726。
- 〜ひらがな推し〜「としちゃんと愉快な仲間たち編」（2021年3月31日）- EAN 4547366499780。
- 〜ひらがな推し〜「京子さん、何してんですか編」（2021年3月31日）- EAN 4547366499803。
- 〜ひらがな推し〜「日向のバラエティ女王誕生編」（2021年3月31日）- EAN 4547366499810。
- 〜ひらがな推し〜「パンの鉄砲を撃ちますよ編」（2021年3月31日）- EAN 4547366499797。
- 〜ひらがな推し〜「あだ名がおたけになりました編」（2021年3月31日）- EAN 4547366499773。
- 潮紗理菜の世界民族楽器の旅（2021年5月26日）- EAN 4547366504408。
- 声春っ!（2021年9月15日）- EAN 4988021718714、EAN 4988021140959。
- ひなたの夏休み（2021年10月27日）- EAN 4547366527520。
- 〜ひらがな推し〜初ガツオを推すしかない編（2022年1月1日）- EAN 4547366540796。
- 〜ひらがな推し〜好きな人いるの?ニブだよ編（2022年1月1日）- EAN 4547366540772。
- 〜ひらがな推し〜ヘビーリトルトゥース誕生編（2022年1月1日）- EAN 4547366540765。
- 〜ひらがな推し〜埼玉と春日が生んだ怒涛の起爆剤編（2022年1月1日）- EAN 4547366540789。
- 〜ひらがな推し〜いつでもどこでも変化球編（2022年1月1日）- EAN 4547366540758。
- ひなたのバス旅（2022年6月1日）- EAN 4547366557145、EAN 4547366557183。
- 日向坂46 3周年記念MEMORIAL LIVE 〜3回目のひな誕祭〜 in 東京ドーム（2022年7月20日）- EAN 4547366568318、EAN 4547366568301。
- 渡邉美穂 卒業セレモニー（2022年10月26日）- EAN 4547366583045、EAN 4547366583052。
- 希望と絶望（2022年12月21日）- EAN 4550450021729、EAN 4550450021736。
- 〜日向坂で会いましょう〜加藤史帆のバーベキューで会いましょう（2023年1月1日）- EAN 4547366595888。
- 〜日向坂で会いましょう〜佐々木久美の野球で会いましょう（2023年1月1日）- EAN 4547366595901。
- 〜日向坂で会いましょう〜金村美玖のオードリーに会いましょう（2023年1月1日）- EAN 4547366595895。
- 〜日向坂で会いましょう〜小坂菜緒のヒットキャンペーンで会いましょう（2023年1月1日）- EAN 4547366595918。
- 〜日向坂で会いましょう〜丹生明里の団体戦で会いましょう（2023年1月1日）- EAN 4547366595925。
- Happy Smile Tour 2022（2023年4月19日）- EAN 4547366612684、EAN 4547366612691。
- W-KEYAKI FES. 2022（2023年7月26日）- EAN 4547366625868、EAN 4547366625875。
- 日向坂46 4周年記念MEMORIAL LIVE 〜4回目のひな誕祭〜 in 横浜スタジアム（2023年9月13日）- EAN 4547366634235、EAN 4547366634228。
- 日向坂46「Happy Train Tour 2023」in 大阪城ホール（2023年11月8日）- EAN 4547366647020、EAN 4547366647037。
- ひらがなくりすます2018 & ひなくり2019〜2022 Complete Box（2023年12月24日）- EAN 4547366655889。
- 〜日向坂で会いましょう〜齊藤京子の野球を好きになりましょう（2024年1月31日）- EAN 4547366660821。
- 〜日向坂で会いましょう〜佐々木美玲のおひさまたちを釣りましょう（2024年1月31日）- EAN 4547366660791。
- 〜日向坂で会いましょう〜河田陽菜の秋頃に会いましょう（2024年1月31日）- EAN 4547366660784。
- 〜日向坂で会いましょう〜松田好花のリトルトゥースになりましょう（2024年1月31日）- EAN 4547366660807。
- 〜日向坂で会いましょう〜上村ひなのの三期生に出会いましょう（2024年1月31日）- EAN 4547366660814。
- BEST MUSIC VIDEO COLLECTION 2015-2024（2024年12月3日）- EAN 4547366713909。
- 〜日向坂で会いましょう〜新年早々バトりましょう（2025年4月9日）- EAN 4547366731361。
- 〜日向坂で会いましょう〜OBKを炙り出しましょう（2025年4月9日）- EAN 4547366731323。
- 〜日向坂で会いましょう〜ポンコツたちを集めましょう（2025年4月9日）- EAN 4547366731330。
- 〜日向坂で会いましょう〜四期生を知ってもらいましょう（2025年4月9日）- EAN 4547366731354。
- 〜日向坂で会いましょう〜宮崎に行きましょう（2025年4月9日）- EAN 4547366731347。
- 日向坂46 6周年記念MEMORIAL LIVE 〜6回目のひな誕祭〜 in 横浜スタジアム（2025年7月23日）- EAN 4547366757309、EAN 4547366757323。

## 出演

### テレビドラマ
- Re:Mind（2017年10月20日 - 12月29日、テレビ東京）- 潮紗理菜 役[9]。
- DASADAシリーズ（日本テレビ）- 萩原みき 役[49]。
  - DASADA（2020年1月16日 - 3月19日）[50]
  - DASADA 〜未来へのカウントダウン〜（2020年7月2日 - 9月10日）[51]
- 声春っ!（2021年4月29日 - 7月1日、日本テレビ）- るーなの声 役[52]。

### ラジオ
- 日向坂46潮紗理菜のサリマカシーラジオ - パーソナリティ[16]。
  - InterFM897（2023年4月4日 - 12月26日）
  - AuDee（2024年9月3日 - 、毎週火曜更新。一部は有料会員のみ聴取可）[53]。
- JA全農 COUNTDOWN JAPAN（2025年4月5日 - 、TOKYO FM） - MC[54]。
- JAタウンまるかじり（2025年6月7日 - 、TOKYO FM） - MC[55]

### 舞台
- マギアレコード 魔法少女まどか☆マギカ外伝（2018年8月24日 - 9月9日、TBS赤坂ACTシアター）- 二葉さな 役[56]。
- ザンビ〜Theater's end〜（2019年2月7日 - 17日、天王洲 銀河劇場）- 未来 役（TEAM "BLACK"）[57]。
- フラガール - dance for smile -（2022年5月14日 - 23日、新国立劇場 中劇場）- 谷川紀美子 役[11]。
- レ・ミゼラブル〜惨めなる人々〜（2023年7月11日 - 16日、俳優座劇場）- コゼット 役[58]。

### イベント
- ザンビ THE ROOM 最後の選択（2019年7月31日 - 8月11日、渋谷ヒカリエ ヒカリエホール）[59]

## その他
- 一日警察署長 第31回 しながわ宿場まつり 交通安全パレード 品川警察署（2024年9月29日）[60]